# Federación de baloncesto de Serbia
La Federación Serbia de Baloncesto (en serbio: Кошаркашки савез Србије, Košarkaški savez Srbije), conocida por sus siglas KSS, es el organismo que rige el baloncesto profesional en Serbia, así como las competiciones de clubes y la Selección nacional. Fue fundada en 1948 como Federación Yugoslava de Baloncesto (KSJ). Pertenece a la asociación continental FIBA Europa.
La Federación de Baloncesto de Serbia tras la independencia de Montenegro retuvo la antigua Federación de Baloncesto de Serbia y Montenegro/ República Federal Yugoslava como miembro de la FIBA.

## Basketball Hall of Fame
- Naismith Memorial Basketball Hall of Fame
  - Borislav Stanković (1991, contribuidor)
  - Aleksandar Nikolić (1998, entrenador)
  - Dražen Dalipagić (2004, jugador)
  - Vlade Divac (2019, jugador)[3]

- FIBA Hall of Fame
  - Nebojša Popović (contribuidor)[4]
  - Borislav Stanković (contribuidor)[4]
  - Radomir Šaper (contribuidor)[4]
  - Aleksandar Nikolić (2007, entrenador)[4]
  - Ranko Žeravica (2007, entrenador)[4]
  - Obrad Belošević (2007, technical official)[4]
  - Radivoj Korać (2007, jugador)[4]
  - Dražen Dalipagić (2007, jugador)[4]
  - Dragan Kićanović (2010, jugador)[4]
  - Vlade Divac (2010, jugador)[4]
  - Zoran Slavnić (2013, jugador)[4]
  - Dušan Ivković (2017, entrenador)[4]
- Women's Basketball Hall of Fame
  - Borislav Stanković (2000, contribuidor)
  - Jasmina Perazić (2014, entrenadora)

## Presidentes
- Ivan Popović (1948–1949)
- Milojko Drulović (1949–1950)
- Danilo Knežević (1950–1965)
- Radomir Šaper (1965–1973)
- Radoslav Savić (1973–1977)
- Vladimir Pezo (1977–1980)
- Božina Ćulafić (1980–1981)
- Mehmed Dobroćani (1981–1982)
- Vasil Tupurkovski (1982–1983)
- Petar Breznik (1983–1985)
- Nebojša Popović (1985–1987)
- Miodrag Babić (1987–1989)
- Uglješa Uzelac (1989–1991)
- Veselin Barović (1991–1995)
- Nebojša Čović (1995–1997)
- Dragoslav Ražnatović (1997–1999)
- Želimir Cerović (1999–2003)
- Miodrag Babić (2003–2005)
- Goran Knežević (2005–2006)
- Dragan Kapičić (2007–2011)
- Dragan Đilas (2011–presente)

## Logros

### Internacional (Masculino)
| Games            | Oro | Plata | Bronce | Total |
| Juegos Olímpicos | 0   | 2     | 0      | 2     |
| Copa Mundial     | 2   | 1     | 0      | 3     |
| Eurobasket       | 3   | 2     | 1      | 6     |
| Total            | 5   | 5     | 1      | 11    |
| ---------------- | --- | ----- | ------ | ----- |

### Internacional (femenino)
| Games            | Oro | Plata | Bronce | Total |
| Juegos Olímpicos | 0   | 0     | 1      | 1     |
| Eurobasket       | 1   | 0     | 1      | 2     |
| Total            | 1   | 0     | 2      | 3     |
| ---------------- | --- | ----- | ------ | ----- |